# John Coltrane and Johnny Hartman
John Coltrane and Johnny Hartman från 1963 är ett jazzalbum med John Coltrane och Johnny Hartman. Det spelades in i Van Gelder Studio, Englewood Cliffs i mars 1963.

## Låtlista
1. They Say It's Wonderful (Irving Berlin) – 5:21
2. Dedicated to You (Hy Zaret/Saul Chaplin/Sammy Cahn) – 5:33
3. My One and Only Love (Guy Wood/Robert Mellin) – 4:57
4. Lush Life (Billy Strayhorn) – 5:30
5. You Are Too Beautiful (Richard Rodgers/Lorenz Hart) – 5:36
6. Autumn Serenade (Peter DeRose/Sammy Gallop) – 4:20

## Musiker
- John Coltrane – tenorsaxofon
- Johnny Hartman – sång
- McCoy Tyner – piano
- Jimmy Garrison – bas
- Elvin Jones – trummor